# Avo (Corvey)
Avo († 880) war zwischen 878 und 880 Abt von Corvey. 
Er war nur kurze Zeit Abt. Für Corvey erwarb er mehrere Güter. 